# Cinco Olivas
Cinco Olivas è un comune spagnolo di 132 abitanti situato nella comunità autonoma dell'Aragona.